# Jan Wit
Jan Wit (Nijmegen, 7 juli 1914 - Groningen, 26 augustus 1980) was een Nederlands predikant, dichter en hymnoloog.
Jan Wit, die blind was, was van 1948 tot 1967 als predikant verbonden aan de Waalse gemeente van Nijmegen. Hij schreef een groot aantal teksten voor het Liedboek voor de Kerken, waaronder de nieuwe berijming van de psalmen.

In 1969 ontving hij een eredoctoraat aan de Rijksuniversiteit Groningen. Als theologiestudent behoorde hij tot de vriendenkring van Theo van Baaren en Gertrude Pape en droeg hij in de oorlogsjaren bij aan het baldadige en surrealistische maandblad met een oplage van één exemplaar De Schone Zakdoek.